# Emre Güral
Emre Güral (sinh 5 tháng 4 năm 1989) là một cầu thủ bóng đá Thổ Nhĩ Kỳ thi đấu ở vị trí tiền đạo cho Antalyaspor.